# Spencer Grammer
Spencer Karen Grammer, née le 9 octobre 1983 à Los Angeles en Californie, est une actrice américaine. C'est la fille de Kelsey Grammer, un acteur, réalisateur et producteur célèbre. Elle est connue pour le rôle de Lucy Montgomery dans le soap opera As the World Turns qu'elle a incarné durant six mois. Elle est également célèbre pour le rôle principal de Casey Cartwright qu'elle a joué pendant les quatre saisons de la série Greek.

## Biographie

### Enfance
Née le 9 octobre 1983 à Los Angeles, Californie, Spencer Grammer est la fille de Doreen Alderman et de Kelsey Grammer, célèbre acteur et producteur. Elle tient son deuxième prénom, Karen, de sa tante, morte assassinée en 1975.
Elle a trois demi-sœurs : l'actrice Greer Grammer (1992-), Mason Grammer (2001-) et Faith Grammer (2012-), et deux demi-frères : Jude (2004-) et Gabriel (2014-). Elle a fait ses études au Marymount Manhattan College, à New York.

### Carrière
Spencer Grammer joue son premier rôle, non crédité, alors qu'elle est encore enfant, dans la série télévisée Cheers en 1992. Dans les années 2000, elle apparaît dans quelques séries et films avant d'être choisie pour interpréter le principal rôle féminin de la série Greek, Casey Cartwright, de 2007 à 2011.
En 2013, elle incarne Holly, l'un des personnages principaux de la série Ironside, remake de la série populaire des années 1960, l'Homme de fer. La série est annulée après la diffusion du troisième épisode.
Elle a plus de chance avec la série d'animation Rick et Morty, où elle prête sa voix à la fille aînée de la famille, Summer. Le programme est acclamé par la critique et se voit prolongé par son diffuseur.
Côté fictions classiques, elle fait quelques apparitions dans des séries installées, avant de revenir en 2015 dans un rôle principal, celui de la nouvelle sitcom Mr. Robinson. Le programme ne dépasse cependant pas les six épisodes expédiés durant l'été.

## Filmographie

### Cinéma
- 2000 : Sweetie Pie
- 2006 : The Path of Most Resistance (court-métrage) : Prudence
- 2006 : Beautiful Ohio de Chad Lowe
- 2007 : Descent : Stéphanie (non crédité)

### Télévision
- 1992 : Cheers (1 épisode) : Petite fille (non crédité)
- 2004 : Clubhouse (3 épisodes) : Sheila
- 2005 : Jonny Zéro (1 épisode) : Dora
- 2005 : New York 911 (1 épisode) : Kimmie Haynes
- 2006 : New York, unité spéciale (saison 7, épisode 12)  : Katie
- 2006 : The Bedford Diaries (1 épisode) : Camarade de classe de Lee
- 2006 : Six Degrees (1 épisode) : La nounou
- 2006 : As the World Turns (96 épisodes) : Docteur Lucy Montgomery
- 2007 - 2011 : Greek : Casey Cartwright
- 2012 : Les Experts : Manhattan (1 épisode) : Kim Barnett (saison 8 épisode 14, "Rouge tempête")
- 2013 : Les Experts (1 épisode) : Ella St James (saison 13 épisode 11, "Mort en direct")
- 2013 : Ironside : Holly
- 2013- : Rick et Morty (série animée) : Summer Smith
- 2014 : Royal Pains (1 épisode) : Ashley
- 2014-2015 : Chicago Police Department (2 épisodes) : Jenn Cassidy
- 2015 : Mr. Robinson : Ashleigh Willows
- 2017 : Scorpion (1 épisode) : June (saison 3 épisode 1)
- 2017 : Grey's Anatomy (1 épisode) : Candace (saison 13 épisode 20)
- 2018-2019 : Tell Me a Story : Beth Miller

## Vie privée
Spencer s'est mariée le 11 février 2011 avec James Hesketh et elle a donné naissance à leur fils Emmett Emmanual Hesketh, le 10 octobre 2011.

## Anecdotes
Elle retrouve son partenaire Jacob Zachar de Greek dans l'épisode 11 de la saison 13 de la série Les Experts, et Aaron Hill de Greek aussi, dans l'épisode 14 de la saison 8 des Experts : Manhattan.